# Церква Успіння Пресвятої Богородиці (Підволочиськ, ПЦУ)
Церква Успіння Пресвятої Богородиці в Підволочиську — парафія і храм Підволочиського благочиння Тернопільської єпархії Православної церкви України в смт Підволочиськ Тернопільського району Тернопільської области.

## Історія церкви
У минулому село Заднишівка було окремим населеним пунктом, але власної церкви не мало, і жителі відвідували храм у Підволочиську.
Після того, як Заднишівку приєднали до Підволочиська, її жителі стали найактивнішими учасниками будівництва Собору Єднання Християн Сходу і Заходу. Священник Тарасій Махніцький та громада вирішили, що після завершення собору збудують церкву і в Заднишівці.
У 1998 році на вулиці О. Гончара виділили ділянку землі та освятили хрест. Через три роки заклали фундамент. 28 серпня 2010 року, на престольний празник Успіння Пресвятої Богородиці, єпископ Тернопільський і Бучацький Нестор освятив новий храм.
Успенська церква на вулиці О. Гончара та собор у Підволочиську будувалися з одного матеріалу та зусиллями нероздільної громади УПЦ КП, ставши гармонійним доповненням одне до одного.

## Парохи
- о. Тарасій Махніцький (з 1998).